# Celine Dion (album)
Celine Dion – drugi anglojęzyczny studyjny album Céline Dion, wydany 31 marca 1992 roku. Z płyty pochodzi utwór Beauty and the Beast nagrany w duecie z Peabo Brysonem będący motywem przewodnim filmu Piękna i bestia. Soft rockowa ballada stała się przebojem, trafiając do Top 10 amerykańskiej listy Billboard Hot 100. Utwór zdobył Oscara w kategorii Najlepsza oryginalna piosenka filmowa, nagrodę Grammy oraz Złoty Glob. Album nagrany z nowym sztabem producenckim to mieszanka soft rockowych brzmień z dodatkiem soulu i elementami muzyki poważnej. Płyta odniosła ogromny sukces w Kanadzie, gdzie uzyskała status diamentowej, oraz w Stanach Zjednoczonych, gdzie sprzedała się prawie trzykrotnie lepiej od debiutanckiego albumu Unison. Z płyty wydano pięć singli komercyjnych i jeden promocyjny.

## Lista utworów
| #                         | Tytuł                                    | Autorzy                          | Czas trwania |
| ------------------------- | ---------------------------------------- | -------------------------------- | ------------ |
| 1.                        | Introduction                             | W. Afanasieff                    | 1:15         |
| 2.                        | Love Can Move Mountains                  | D. Warren                        | 4:53         |
| 3.                        | Show Some Emotion                        | G. Prestopino, A. Gold, B. Walsh | 4:29         |
| 4.                        | If You Asked Me To                       | D. Warren                        | 3:55         |
| 5.                        | If You Could See Me Now                  | J. Bettis, W. Afanasieff         | 5:07         |
| 6.                        | Halfway to Heaven (with Kenny G)         | F. Golde, H. David, N. Holland   | 5:05         |
| 7.                        | Did You Give Enough Love                 | S. Swirsky, A. Roman             | 4:21         |
| 8.                        | If I Were You                            | A. Roman, S. Peiken              | 5:07         |
| 9.                        | Beauty and the Beast (with Peabo Bryson) | A. Menken, H. Ashman             | 4:04         |
| 10.                       | I Love You, Goodbye                      | D. Warren                        | 3:33         |
| 11.                       | Little Bit of Love                       | A. Scott, C. Gaudette            | 4:27         |
| 12.                       | Water from the Moon                      | D. Warren                        | 4:38         |
| 13.                       | With This Tear                           | Prince                           | 4:12         |
| 14.                       | Nothing Broken But My Heart              | Diane Warren                     | 5:55         |
| Utwór bonusowy w Europie  |                                          |                                  |              |
| 15.                       | Where Does My Heart Beat Now             | R. W. Johnson, T. Rhodes         | 4:33         |
| Bonusowy dysk w Australii |                                          |                                  |              |
| 1.                        | Where Does My Heart Beat Now             | R. W. Johnson, T. Rhodes         | 4:33         |
| 2.                        | (If There Was) Any Other Way             | P. Bliss                         | 4:00         |
| 3.                        | Unison                                   | A. Goldmark, B. Roberts          | 4:13         |
| 4.                        | The Last to Know                         | B. Walsh, P. Galdston            | 4:35         |

## Certyfikaty i sprzedaż
| Kraj              | Certyfikat          | Sprzedaż  | Najwyższa pozycja |
| ----------------- | ------------------- | --------- | ----------------- |
| Australia         | złota płyta         | 50 000    | 15                |
| Europa            | –                   | 250 000   | –                 |
| Japonia           | złota płyta         | 100 000   | 59                |
| Kanada            | diamentowa płyta    | 1 000 000 | 3                 |
| Stany Zjednoczone | 2 x platynowa płyta | 2 980 000 | 34                |
| Wielka Brytania   | –                   | 25 000    | 70                |